# Poursuite (film, 1935)
Pour les articles homonymes, voir Poursuite et Pursuit.
Pour plus de détails, voir Fiche technique et Distribution.
Poursuite (titre original : Pursuit) est un film américain réalisé par Edwin L. Marin, sorti en 1935.

## Synopsis
Mitchell, dit "Mitch", est un aviateur qui est chargé d'emmener un enfant faisant l'objet d'un conflit de tutelle, de la Californie vers le Mexique. Il est pour cela accompagné par Maxine Rush, chargé de mission dans une agence de détectives privés qui doit s'occuper de l'enfant jusqu'à ce que le procès soit fini.

## Fiche technique
- Titre français : Poursuite
- Titre original : Pursuit
- Réalisation : Edwin L. Marin
- Scénario : Lawrence G. Blochman, Wells Root, Robert Benchley (d'après la nouvelle Gallant Highway de Lawrence G. Blochman, publiée en 1935)
- Photographie : Charles Clarke, Sidney Wagner
- Montage : George Boemler
- Musique : William Axt
- Direction artistique : Stan Rogers
- Son : Douglas Shearer, William N. Sparks
- Producteurs : Lucien Hubbard, Ned Marin
- Société de production : Metro-Goldwyn-Mayer
- Pays d'origine :  États-Unis
- Langue : Anglais américain
- Format : Noir et blanc — 35 mm — 1,37:1 — Son : Mono (Western Electric Sound System)
- Genre : Comédie, Film d'action, Film romantique
- Durée : 75 minutes (version originale)
- Dates de sortie : 
  -  États-Unis : 9 août 1935
  -  France : 4 décembre 1936

## Distribution
- Chester Morris : M. 'Mitch' Mitchell
- Sally Eilers : Maxine Bush

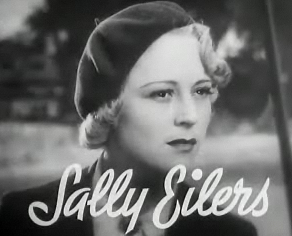
Sally Eilers.

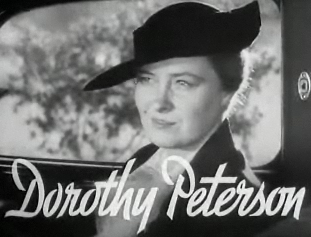
Dorothy Peterson.

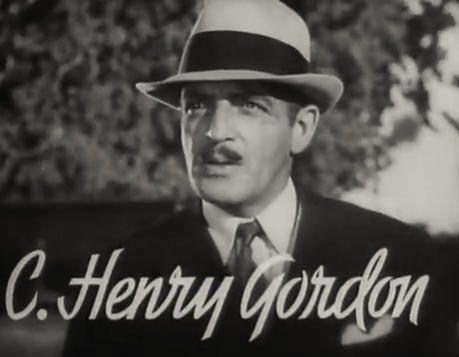
C. Henry Gordon.

- Scotty Beckett : Donald McCoy 'Donny' Smith
- Henry Travers : Thomas 'Tom' Reynolds
- C. Henry Gordon : Nick Shawn
- Dorothy Peterson : Mme McCoy
- Granville Bates : Propriétaire du parking
- Minor Watson : Hale
- Harold Huber : Jake
- Dewey Robinson : Jo-Jo
- Erville Alderson : Policier

Acteurs non crédités
- Billy Dooley : Assistant du vétérinaire
- Jimmie Dundee : Mike, un détective
- Martin Faust : Chauffeur de taxi
- Sam Flint : Dr Byers, un vétérinaire
- Frances Gregg : Femme à la confiserie
- John Larkin : Diacre
- George Regas : Douanier mexicain
- Jim Toney : Fermier
- Frank Yaconelli : Tony, propriétaire du chien malade